# Hemizygoot
Een cel of het organisme is hemizygoot als er slechts één kopie van een chromosoom aanwezig is, wanneer één kopie van een gen wordt verwijderd, of, bij het heterogametische geslacht, wanneer een gen zich op een geslachtschromosoom bevindt. Hemizygositeit is niet hetzelfde als haploinsufficiëntie, dat een mechanisme beschrijft voor het produceren van een fenotype. Voor organismen waarbij het mannetje heterogametisch is, zoals mensen, zijn bijna alle X-gebonden genen hemizygoot bij mannen met normale chromosomen, omdat ze slechts één X-chromosoom hebben en weinig van dezelfde genen zich op het Y-chromosoom bevinden. Transgene muizen verkregen door exogeen DNA micro-injectie van de pronucleus van een embryo worden ook als hemizygoot beschouwd, omdat verwacht wordt dat het geïntroduceerde allel slechts in één kopie van een willekeurige locus zal worden opgenomen. Een transgeen individu kan later tot homozygotie worden gefokt en als inteeltlijn worden gehandhaafd om de noodzaak om het genotype van elk individu te bevestigen te verminderen.
In gekweekte zoogdiercellen, zoals de eierstokcellijn van de Chinese dwerghamster, zijn een aantal loci aanwezig in een functionele hemizygote toestand, als gevolg van mutaties of deleties in de andere allelen.
Bij monosomie ontbreekt een van de chromosomen en is dus voor dat chromosoom hemizygoot.